# Route magistrale 31 (Serbie)
Pour les articles homonymes, voir M31 et Route 31.
La Route Magistrale 31 (en serbe : Државни пут ІВ реда број 31, Državni put IB reda broj 31 ; Магистрала број 31, Magistrala broj 31) est une route nationale de Serbie qui relie entre elles la ville serbe de Raška jusqu’au Kosovo-et-Métochie.
À ce jour, elle ne comporte aucune section autoroutière (Voie Rapide en 2 x 2 voies).